# 阿圖爾·卡布拉爾
阿圖爾·門東薩·卡布拉爾（葡萄牙語：Arthur Mendonça Cabral；1998年4月25日—），巴西職業足球員，司職翼鋒，現效力於巴西足球甲級聯賽球會保地花高。

## 俱樂部生涯
1998年出生的卡布拉爾此前曾在巴西國內球隊施亞拉和彭美拉斯效力。2019年夏天，他租借加盟了瑞士超豪門巴塞尔。
在19/20賽季，他在39次比賽登場中打進18球還有6次助攻。幫助球隊進入了歐聯杯比賽的八強和瑞士盃的決賽。
球隊很快以440萬歐元將他買下。20/21賽季，卡布拉爾在聯賽打進18球還有3次助攻，幾乎3場比賽即可打進2球的效率，他也僅次於喀麥隆前鋒在射手榜上位列第二。
本賽季，卡布拉爾在多項賽事中都有進球。聯賽中他兩次梅開二度還有一次在單場比賽中打入四球。球隊第二輪6比1擊敗錫永，他單場1球2助攻幫助擊敗對手。在歐洲協會聯賽資格賽中，卡布拉爾前四場比賽都送出了單場傳射的表現。
第三輪資格賽，球隊對瑞典球隊哈馬比。首回合比賽，球隊3比1獲勝，他在30分鐘頭球得分又在86分鐘右腳破門。第90分鐘，他將隊友製造的點球罰進。次回合比賽，他又打進了一粒進球。在歐洲協會聯賽小組賽中，他還曾對哈薩克球隊卡拉特進球。

## 國家隊生涯
2019年9月他曾入選過巴西國奧隊，並且在與智利國奧隊的友誼賽中替補出戰了下半場比賽。

## 外部連結
- Arthur Cabral的X（前Twitter）
- Soccerway資料庫：Arthur Cabral